# Trolls de Troy : La Cité de la mort rose
Trolls de Troy : La Cité de la mort rose est un jeu vidéo d'aventure en pointer-et-cliquer développé par Belle Productions et édité par Mindscape, sorti en 2007 sur Windows et Mac.
Il est basé sur la bande dessinée Trolls de Troy. Il s'agit d'un jeu point and click.